# Série de pièces commémoratives américaines du bicentenaire de Harriet Tubman
La série de pièces commémoratives américaines du bicentenaire de Harriet Tubman est une série commémorative, non circulante, émise par la Monnaie des États-Unis en 2024 et frappée aux Monnaies de San Francisco, de Philadelphie et de West Point.
Elle est autorisée par la loi publique 117-163 du 3 août 2022 qui demande au secrétaire au Trésor de frapper des pièces en reconnaissance du bicentenaire de la naissance de la militante d'Harriet Tubman. La série de compose du pièce de 5 dollars en or, d'une pièce de 1 dollar en argent et d'une pièce d'un demi-dollar en alliage cuivre-nickel. Les bénéfices tirés de la vente sont versés au National Underground Railroad Freedom Center à Cincinnati, en Ohio, et au Harriet Tubman Home à Auburn, dans l'état de New York, dans le but d'accomplir et de faire progresser leurs missions. 

## Contexte
Harriet Tubman est une abolitionniste et une militante sociale américaine. Après avoir échappé à l'esclavage, elle effectué quelque 13 missions pour sauver environ 70 personnes asservies, dont sa famille et ses amis, en utilisant le réseau de militants antiesclavagistes et de refuges connu sous le nom de chemin de fer clandestin. Pendant la guerre de Sécession, elle sert d'éclaireur et d'espion pour l'armée de l'Union. À la fin de sa vie, Tubman participe au mouvement pour le droit de vote des femmes.

## Législation
Le projet de loi H.R.1842 est introduit à la Chambre le 11 mars par le représentant démocrate de l'État de New York, Gregory W. Meeks. Il demande au secrétaire au Trésor de frapper des pièces de monnaie afin de célébrer le 200e anniversaire de la naissance de la militante Harriet Tubman. Il est approuvé, après débat, le 26 juillet 2022 et envoyé au Sénat le lendemain, où il est adopté le jour même. Le projet est présenté le 2 août au président Joe Biden qui le signe le jour suivant pour en faire la loi publique 117-163,.

## Dessins

### Demi-dollar
L'avers de la pièce d'un demi-dollar, créé par Don Everhart et gravé par Renata Gordon, représente Harriet Tubman, qui se distingue en étant la première femme à diriger une expédition armée pendant la guerre de Sécession. Le raid de la rivière Combahee permet de libérer plus de 700 personnes asservies en Caroline du Sud. À l'arrière-plan, deux bateaux datant de la guerre civile représentent le raid. Les inscriptions présentes sur cette face sont LIBERTY, IN GOD WE TRUST, la date d'émission, 2024 et HARRIET TUBMAN,.
Le revers, réalisé par Thomas Hipschen et gravé par John P. McGraw, représente Harriet Tubman tenant une longue-vue devant une rangée de tentes datant de la guerre civile, symbolisant son travail d'éclaireuse et d'espionne pour l'armée de l'Union. Sur le pourtour de la pièce on peut lire les légendes CIVIL WAR, NURSE, SCOUT, SPY et COMBAHEE RIVER RAID LEADER tandis que le pays émetteur, UNITED STATES OF AMERICA se trouve à gauche et la valeur faciale, HALF DOLLAR, surmontée de la devise latine E PLURIBUS UNUM est à droite,.

### Dollar
L'avers du dollar en argent, une réalisation de Beth Zaiken, gravée par Phebe Hemphill, représente Harriet Tubman tendant la main au spectateur avec une expression qui l'incite à saisir l'opportunité de la liberté. Les inscriptions présentes sur cette face sont HARRIET TUBMAN, LIBERTY, la devise IN GOD WE TRUST et 2024, l'année d'émission,.
Le revers, également une création de Beth Zaiken, mais gravée par Craig Campbell, représente des silhouettes traversant un pont créé par une paire de mains jointes. Dans le ciel, la constellation de la Grande Ourse pointe vers l'étoile polaire, qui forme le « O » du mot « OF ». Les légendes sont celles qu'on trouve généralement sur les pièces de monnaie des États-Unis : UNITED STATES OF AMERICA, E PLURIBUS UNUM et la valeur faciale, ONE DOLLAR,.

### Half eagle
L'avers de la pièce de 5 dollars, œuvre de Chris Costello, du programme Artistic Infusion, gravé par Joseph Menna, représente Harriet Tubman dans les années qui ont suivi la guerre civile, regardant avec confiance au loin et vers l'avenir. Les inscriptions sont les mêmes que sur la pièce de 1 dollar,.
Le revers, créé par Benjamin Sowards et gravé par Eric David Custer, représente les deux bras d'une personne serrant fermement le bras d'une autre personne, symbolisant l'aide et l'attention que Harriet Tubman a apportées aux autres tout au long de sa vie. Les sept valeurs fondamentales de Harriet Tubman sont inscrites autour des bras : FAITH, FREEDOM, FAMILY, COMMUNITY, SELF-DETERMINATION, SOCIAL JUSTICE et EQUALITY (foi, liberté, famille, communauté, autodétermination, justice sociale et égalité). À cela s'ajoute le pays émetteur, la devise latine et la valeur faciale, $5,.

## Production et vente
Une cérémonie de première frappe pour le dollar belle épreuve a lieu à la Monnaie de Philadelphie le 28 novembre 2024 sous la présidence de Ventris C. Gibson, directrice de la Monnaie, accompagnée de représentants des parties prenantes du programme dont Karen Hill pour le Harriet Tubman National Historical Park et Woodrow Keown du National Underground Railroad Freedom Center. Un événement similaire a lieu deux jours plus tard à la Monnaie de West Point pour la frappe de la première pièce de 5 dollars.
La loi qui autorise la frappe de la série commémorative permet une émission maximale de 50 000 pièces de 5 dollars en or, 400 000 pièces de 1 dollar en argent et 750 000 pièces d'un demi-dollar en alliage cuivre-nickel. La Monnaie de West Point est chargée de l'émission du half eagle tandis que celle de Philadephie s'occupe du dollar. Le demi-dollar en finition belle épreuve est frappé à la Monnaie de San Francisco et sa consœur de Denver se charge de la version brillant universel. La série est disponible à la vente à partir du 4 janvier 2024 au prix de 718 dollars pour les pièces de 5 dollars en qualité belle épreuve et 708 dollars pour la finition brillant universel. Les dollars sont en vente à 82 et 77 dollars et les demi-dollars à 49 et 47 dollars. Ces prix augmentent de 5 dollars à partir du 5 février 2024.